# Ceroglossus chilensis
Ceroglossus chilensis, conocido como peorro y cárabo, es una especie de escarabajo de la familia Carabidae.

## Descripción
Ceroglossus chilensis puede alcanzar una longitud corporal de unos 25-32 milímetros (1-1,3 plg). Esta especie presenta dimorfismo sexual ya que los machos tienen un pronoto más ancho que las hembras, mientras que las hembras tienen esternitos abdominales más anchos. Estos escarabajos muestran también polimorfismo cromático, grandes variaciones genéticas y variabilidad morfológica en forma y tamaño dependiendo de subespecies y poblaciones. El color del cuerpo y de sus élitros puede ser verde metálico, marrón, rojizo o azulado.
Como mecanismo de defensa ante amenazas, el peorro  expulsa una sustancia orgánica nauseabunda desde glándulas perianales que posee para tal fin, provocando un efecto irritante de efecto pasajero pero bastante molesto.

## Distribución y hábitat
Esta especie se encuentra ampliamente distribuida en Chile, donde es el Ceroglossus más extendido. Está en forma continua entre las regiones del Maule a Aysén, y desde el nivel del mar hasta unos 2300 m s. n. m. Vive principalmente en formaciones boscosas nativas y exóticas, y en plantaciones de Pinus radiata. En Aysén se encuentra en la cuenca de los ríos Baker y Pascua, en el límite con el bosque magallánico. También se presenta en Argentina, en los faldeos del bosque valdiviano en la cordillera de los Andes.

## Subespecies
- Ceroglossus chilensis angolicus (Kraatz-Koschlau, 1888)
- Ceroglossus chilensis chilensis (Escholtz, 1829)
- Ceroglossus chilensis colchaguensis (Reed, 1875)
- Ceroglossus chilensis cyanicollis (Kraatz, 1887)
- Ceroglossus chilensis evenoui (Jiroux, 1996)
- Ceroglossus chilensis fallaciosus (Kraatz, 1880)
- Ceroglossus chilensis ficheti (Jiroux, 1996)
- Ceroglossus chilensis galvezi (Jaffrézic & Rataj, 2006)
- Ceroglossus chilensis germaini (Jiroux, 1996)
- Ceroglossus chilensis gloriosus (Gerstaecker, 1858)
- Ceroglossus chilensis jaffrezici (Jiroux, 2006)
- Ceroglossus chilensis keithi (Jiroux, 1997)
- Ceroglossus chilensis kraatzianus (Morawitz, 1886)
- Ceroglossus chilensis latemarginatus (Kraatz-Koschlau, 1889)
- Ceroglossus chilensis legrandi (Heinz & Jiroux, 2001)
- Ceroglossus chilensis meridionalis (Heinz & Jiroux, 2001)
- Ceroglossus chilensis mochae (Reed, 1874)
- Ceroglossus chilensis nigritulus (Mandl, 1977)
- Ceroglossus chilensis pseudopatagonensis (Heinz & Jiroux, 2001)
- Ceroglossus chilensis pseudovillaricensis (Jiroux & Ugarte Peña, 2006)
- Ceroglossus chilensis rataji (Jiroux, 2006)
- Ceroglossus chilensis resplandece (Jaffrézic & Rataj, 2006)
- Ceroglossus chilensis sculpturatus (Jiroux & Rataj, 2006)
- Ceroglossus chilensis seladonicus (Kraatz-Koschlau, 1887)
- Ceroglossus chilensis solieri (Roeschke, 1900)
- Ceroglossus chilensis villaricensis (Kraatz-Koschlau), 1885